# Fuglafjørður (gmina)
Fuglafjørður – gmina na Wyspach Owczych, archipelagu wysp wulkanicznych na Morzu Norweskim, stanowiących duńskie terytorium zależne. Sąsiadami Fuglafjarðar kommuna są: Runavíkar kommuna oraz Eysturkommuna. Siedzibą władz gminy jest Fuglafjørður.
Fuglafjarðar kommuna leży we wschodniej części wyspy Eysturoy. Jej powierzchnia wynosi 23,0 km².
Gminę według danych z 1 stycznia 2014 roku zamieszkuje 1 509 osób.

## Historia
Pierwszą gminą na obszarze obejmującym dzisiejszą gminę Fuglafjørður była Eysturoyar Prestagjalds kommuna, zajmująca znacznie rozleglejszą powierzchnię. Powstała ona w roku 1872. Po pewnym czasie zaczęły się z niej wyodrębniać kolejno nowe gminy, między innymi, w 1918 Fuglafjarðar sóknar kommuna, która zmieniła później nazwę na Fuglafjarðar kommuna. Początkowo w jej skład wchodziły także tereny gminy Leirvík, jednak jeszcze w tym samym roku jednostka ta usamodzielniła się. Od tamtej pory nie zaszły żadne zmiany granic administracyjnych, obejmujące gminę Fuglafjørður.
Od 2012 roku burmistrzem gminy jest Sonni á Horni z Partii Niepodległościowej.

## Populacja
Gminę Fuglafjørður zamieszkuje 1509 osób (2014). Współczynnik feminizacji wynosi tam 88 (na 706 kobiet przypada 803 mężczyzn). Prawie dwadzieścia procent społeczeństwa stanowią ludzie poniżej dwudziestego roku życia, natomiast najstarsi (po sześćdziesiątym) to około 13% mieszkańców gminy. Choć przyrost naturalny jest stosunkowo wysoki przewyższa go saldo migracji.
Liczba ludności w Fuglafjarðar kommuna rosła z niewielkimi wahaniami do połowy lat 90. XX wieku, kiedy na Wyspach Owczych rozpoczął się kryzys ekonomiczny. Wiele osób zdecydowało się wtedy na wyemigrowanie z archipelagu w poszukiwaniu pracy, szczególnie do Danii, ale także innych krajów. Mimo tego, że kryzys udało się opanować, liczba ludności nie osiągnęła poziomu z lat 70. i lat 80., a od pewnego czasu ponownie obserwuje się ubytek populacji.

## Polityka
Burmistrzem Fuglafjarðar kommuna jest Sonni á Horni, startujący z list Sjálvstýrisflokkurin. Jest to przedstawiciel jednej z trzech partii znajdujących się w radzie tej gminy. Obok Partii Niepodległościowej, znalazły się w niej także: Partia Ludowa oraz Partia Unii. W radzie zasiada 9 osób. Ostatnie wybory parlamentarne na Wyspach Owczych odbyły się w 2012 roku, a ich wyniki przedstawiały się następująco:
| Lista | Nazwa partii                                    | Głosy | Procent | Mandaty | Mandaty | Mandaty |
| ----- | ----------------------------------------------- | ----- | ------- | ------- | ------- | ------- |
| D     | Partia Niepodległościowa (Sjálvstýrisflokkurin) | 451   | 47,23   | 5       | +2      |         |
| B     | Partia Unii (Sambandsflokkurin)                 | 259   | 27,12   | 2       | +1      |         |
| A     | Partia Ludowa (Fólkaflokkurin)                  | 245   | 25,65   | 2       | -1      |         |
|       | Suma                                            | 960   | 100     | 9       | 0       |         |

| Lista A        | Lista A            | Lista A        | Lista B           | Lista B             | Lista B           | Lista D              | Lista D                   | Lista D              |
| Fólkaflokkurin | Fólkaflokkurin     | Fólkaflokkurin | Sambandsflokkurin | Sambandsflokkurin   | Sambandsflokkurin | Sjálvstýrisflokkurin | Sjálvstýrisflokkurin      | Sjálvstýrisflokkurin |
| Nr             | Kandydat           | Głosy          | Nr                | Kandydat            | Głosy             | Nr                   | Kandydat                  | Głosy                |
| -------------- | ------------------ | -------------- | ----------------- | ------------------- | ----------------- | -------------------- | ------------------------- | -------------------- |
| 1.             | Jann N. Toftegaard | 31             | 1.                | Símun Jákup Eliasen | 13                | 1.                   | Ásbjørn P.S. Berthelsen   | 38                   |
| 2.             | Gunhild Jacobsen   | 4              | 2.                | Sigurð S. Simonsen  | 86                | 2.                   | Árant G. Berjastein       | 40                   |
| 3.             | Gordon Petersen    | 23             | 3.                | Harley Joensen      | 7                 | 3.                   | Unn Eldevig Petersen      | 18                   |
| 4.             | Ella á Dalbø       | 22             | 4.                | Eyðun á Lakjuni     | 76                | 4.                   | Sámal Olsen               | 16                   |
| 5.             | Dánjal Vang        | 121            | 5.                | Elibert Kerá        | 8                 | 5.                   | Sonni á Horni             | 102                  |
| 6.             | Birgir Petersen    | 37             | 6.                | Atli Larsen         | 66                | 6.                   | Sigga Óladóttir Joensen   | 44                   |
|                |                    |                |                   |                     |                   | 7.                   | Petur Abrahamsen          | 49                   |
|                |                    |                |                   |                     |                   | 8.                   | Mortan G. Berjastein      | 15                   |
|                |                    |                |                   |                     |                   | 9.                   | Magnus Suni Midjord       | 52                   |
|                |                    |                |                   |                     |                   | 10.                  | Leif André Eliasen        | 20                   |
|                |                    |                |                   |                     |                   | 11.                  | Bjørghild Arnholdtsdóttir | 29                   |
|                |                    |                |                   |                     |                   | 12.                  | Bernhard K. F. Samuelsen  | 22                   |
|                | Lista              | 7              |                   | Lista               | 3                 |                      | Lista                     | 6                    |

Frekwencja wyniosła 84,96% (na 1 124 uprawnionych przy urnach znalazło się 960 osób). Oddano jeden głos nieważny i cztery puste. Pogrubieni zostali obecni członkowie rady gminy Fuglafjarðar kommuna.

## Miejscowości wchodzące w skład gminy Fuglafjørður
| Miejscowość  | Liczba mieszkańców (01.01.2014) | Krótki opis | Zdjęcie                  |
| ------------ | ------------------------------- | --- | ------------------------ |
| Fuglafjørður | 1494                            | Największa miejscowość w gminie, siedziba jej władz. Znajduje się w miejscu, zasiedlonym przez ludzi, jako jedno z pierwszych na Wyspach Owczych – osadnicy przybyli na te tereny we wczesnym średniowieczu. Według archeologów mógł być to nawet X wiek. Port w miejscowości powstał już na początku XX wieku i stanowi on ważne miejsce w skali całych Wysp Owczycho. Odbywa się tam zarówno przetwórstwo ryb, jak i magazynowanie przetransportowanej ropy naftowej. 22 czerwca 2005 roku Fuglafjørður odwiedził książę Danii Fryderyk oraz księżna Maria Elżbieta. | Przystań w Fuglafjørður. |
| Hellur       | 15                              | Miejscowość położona w północnej części gminy, nieopodal Oyndarfjørður (Runavíkar kommuna). Została założona w 1849 roku przez mieszkańców Lambi. Znajduje się w niej niewielki posterunek straży pożarnej. | Hellur.                  |
| Kambsdalur   | ?                               | Miejscowość często niewymieniana oficjalnie, jako oddzielna na Wyspach Owczych (zwykle włączana w granice miasta Fuglafjørður), występująca jednak w części oficjalnych źródeł. W 1981 Fuglafjarðar kommuna zakupiła ziemię w dolinie Ytri Dalur, a cztery lata później powstała tam najnowsza, jak dotąd, miejscowość na archipelagu – Kambsdalur. |                          |